# 7640 Marzari
7640 Marzari è un asteroide della fascia principale. Scoperto nel 1985, presenta un'orbita caratterizzata da un semiasse maggiore pari a 2,1907759 au e da un'eccentricità di 0,1790681, inclinata di 5,21822° rispetto all'eclittica.
L'asteroide è dedicato all'astronomo italiano Francesco Marzari.